# Audre Lorde

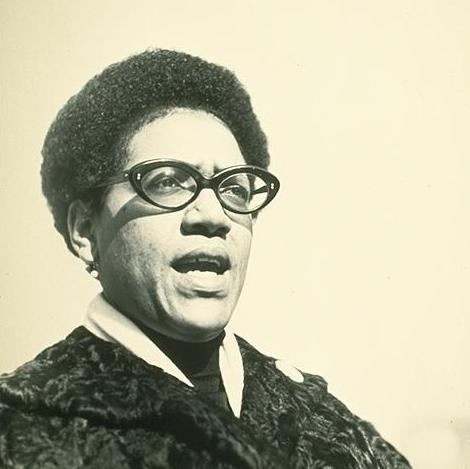
Audre Lorde,
Fotografin: Elsa Dorfman

Audre Geraldine Lorde (* 18. Februar 1934 in Harlem, New York City; † 17. November 1992 in Christiansted, Saint Croix, Amerikanische Jungferninseln) war eine US-amerikanische Schriftstellerin und Aktivistin. Sie bezeichnete sich selbst als black, lesbian, feminist, mother, poet, warrior (Schwarze, Lesbe, Feministin, Mutter, Dichterin, Kriegerin).

## Leben und Leistungen

### Kindheit und Jugend
Lorde wurde in New York City als jüngste von drei Töchtern von Linda Gertrude Belmar Lorde und ihrem Mann, dem Arbeiter Fredie Byron Lorde, geboren; beide Elternteile stammten von den Grenadinen und immigrierten in die USA. Lorde war stark kurzsichtig und im juristischen Sinne blind. Sie wuchs in Harlem während der Great Depression auf. Lordes Mutter erzählte ihr Geschichten von den Westindischen Inseln. Im Alter von vier Jahren lernte Lorde lesen. Die Mutter brachte ihr das Schreiben bei. Ihr erstes Gedicht schrieb sie, als sie in der achten Klasse war. Lorde besuchte die Hunter College Highschool für Hochbegabte und machte dort 1951 ihren Abschluss.

### Ausbildung
1954 verbrachte sie ein Jahr an der Universität von Mexiko, eine Zeit, die sie als bedeutend für ihre Selbstbestätigung als Lesbe und Dichterin beschrieb. Zurück in New York absolvierte Lorde das Hunter College und schloss 1959 ihr Studium mit dem Bachelor ab. Während ihres Studiums der Bibliothekswissenschaft sicherte sie sich ihren Lebensunterhalt durch verschiedene Jobs: Sie arbeitete in der Fabrik, als Ghostwriterin, als Sozialarbeiterin, als Röntgentechnikerin, als medizinische Bürokraft und als Lehrerin für kunsthandwerkliche Arbeiten.

### Berufliche Laufbahn
Lorde arbeitete als Bibliothekarin, schrieb weiter und wurde ein aktiver Teil der homosexuellen Subkultur im Greenwich Village. Sie besuchte die Columbia University und erwarb 1961 den Master in Bibliothekswissenschaft. In dieser Zeit arbeitete sie als Bibliothekarin an der öffentlichen Bibliothek in Mount Vernon. 1966 wurde Lorde leitende Bibliothekarin an der Town School Library in New York City, wo sie bis 1968 blieb. Ihre Gedichte wurden in den 1960er Jahren bereits regelmäßig veröffentlicht. Ein Wendepunkt war das Jahr 1968, als der National Endowment for the Arts ihr einen Zuschuss verlieh und das Tougaloo College sie zur poet in residence ernannte.

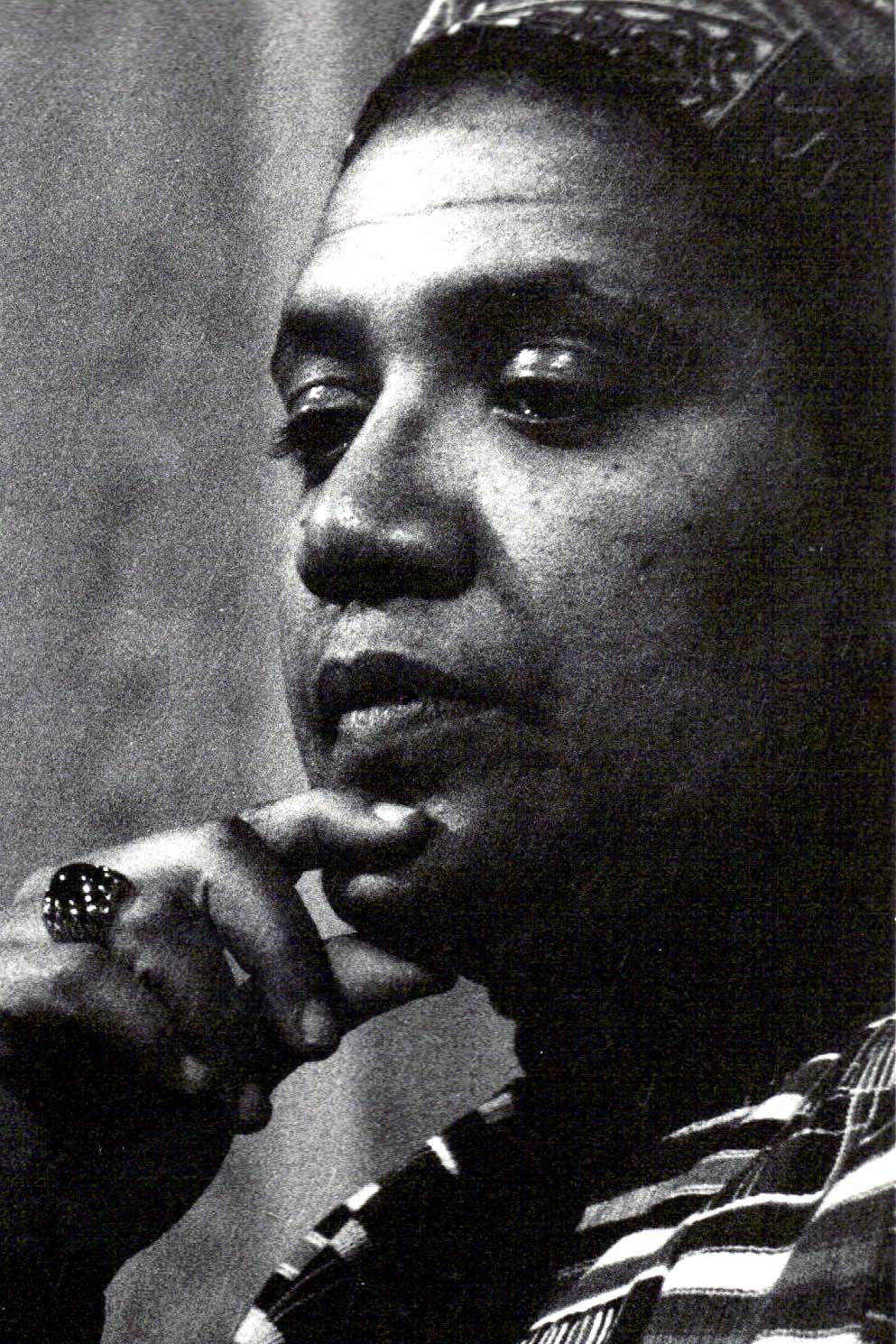
Audre Lorde, 1980

Zwischen 1984 und 1992 hielt sich Lorde öfter in West-Berlin auf und half maßgeblich bei der Entstehung der afro-deutschen Bewegung mit. Sie hatte zeitweise eine Gastprofessur am John-F.-Kennedy-Institut für Nordamerikastudien der FU Berlin. Diese Berlin-Aufenthalte wurden von der Soziologin Dagmar Schultz im Dokumentarfilm Audre Lorde – The Berlin Years, 1984–1992 festgehalten. Der Film erschien 2012.

### Lyrik
Lordes Gedichte wurden in den 1960er Jahren regelmäßig publiziert: in Langston Hughes’ 1962 New Negro Poets, USA, in mehreren ausländischen Anthologien und in schwarzen Literaturzeitschriften. In dieser Zeit war sie in der Bürgerrechtsbewegung, der Antikriegsbewegung und der Frauenbewegung aktiv. Ihr erster Gedichtband The First Cities (1968) wurde von der Poet’s Press herausgebracht und von Diane DiPrima, einer Freundin und früheren Klassenkameradin, lektoriert.
Dudley Randall, ein Dichter und Kritiker, schrieb in einer Besprechung: „Lorde schwenkt keine schwarze Fahne, aber ihr Schwarzsein ist spürbar und gegenwärtig, es ist im Mark.“ Lordes zweiter Band Cables to Rage (1970), den sie überwiegend schrieb, als sie am Tougaloo College in Mississippi unterrichtete, handelte von Themen wie Liebe, Verrat, Geburt und der Komplexität der Kindererziehung. In dem Gedicht Martha bejaht Lorde ihre Homosexualität: “we shall love each other here if ever at all.” In späteren Büchern engagiert sie sich weiter für die Rechte von Lesben und Schwulen und für den Feminismus.

### Berliner Jahre
Audre Lordes Einfluss auf die Schwarze Community und auch auf weiße Menschen war sehr bedeutsam. Die Berliner Zeit beschrieb sie als eine der wichtigsten in ihrem Leben. Dagmar Schultz hielt diese Zeit von Audre Lordes Leben in Berlin mit der Dokumentation Audre Lorde – The Berlin Years 1984 to 1992 in Kooperation mit Ria Cheatom, Ika Hügel-Marshall und Aletta von Vietinghoff fest. Auf der Berlinale 2012 wurde dieser Film zum ersten Mal aufgeführt. Weltweit wurde der Film auf mehr als 68 Festivals gezeigt, erhielt sieben Filmpreise und wird in Europa, den USA und Kanada vertrieben.

### Krankheit und Tod
1980 veröffentlichte Lorde in den Krebs-Tagebüchern ihre Erfahrung mit einer Mastektomie und den Folgen. Sechs Jahre danach wurde bei ihr Leberkrebs diagnostiziert. Lorde starb am 17. November 1992 in St. Croix an den Folgen von Brustkrebs, nachdem sie 14 Jahre mit ihrer Krankheit gelebt hatte. Bevor sie starb, nahm Lorde in einer afrikanischen Namenszeremonie den Namen Gambda Adisa an, der „She Who Makes Her Meaning Known“ bedeutet.

### Persönliches
Audre Lorde heiratete den Anwalt Edward Ashley Rollins; sie hatten zwei Kinder, Elizabeth und Jonathan, und ließen sich 1970 scheiden.
Zur Zeit des Pogroms in Rostock-Lichtenhagen 1992 hielt Lorde sich gerade in Deutschland auf. Gemeinsam mit Gloria Joseph verfasste sie einen offenen Protestbrief an den damaligen Bundeskanzler Helmut Kohl, der in der Presse erschien.

## Ehrungen

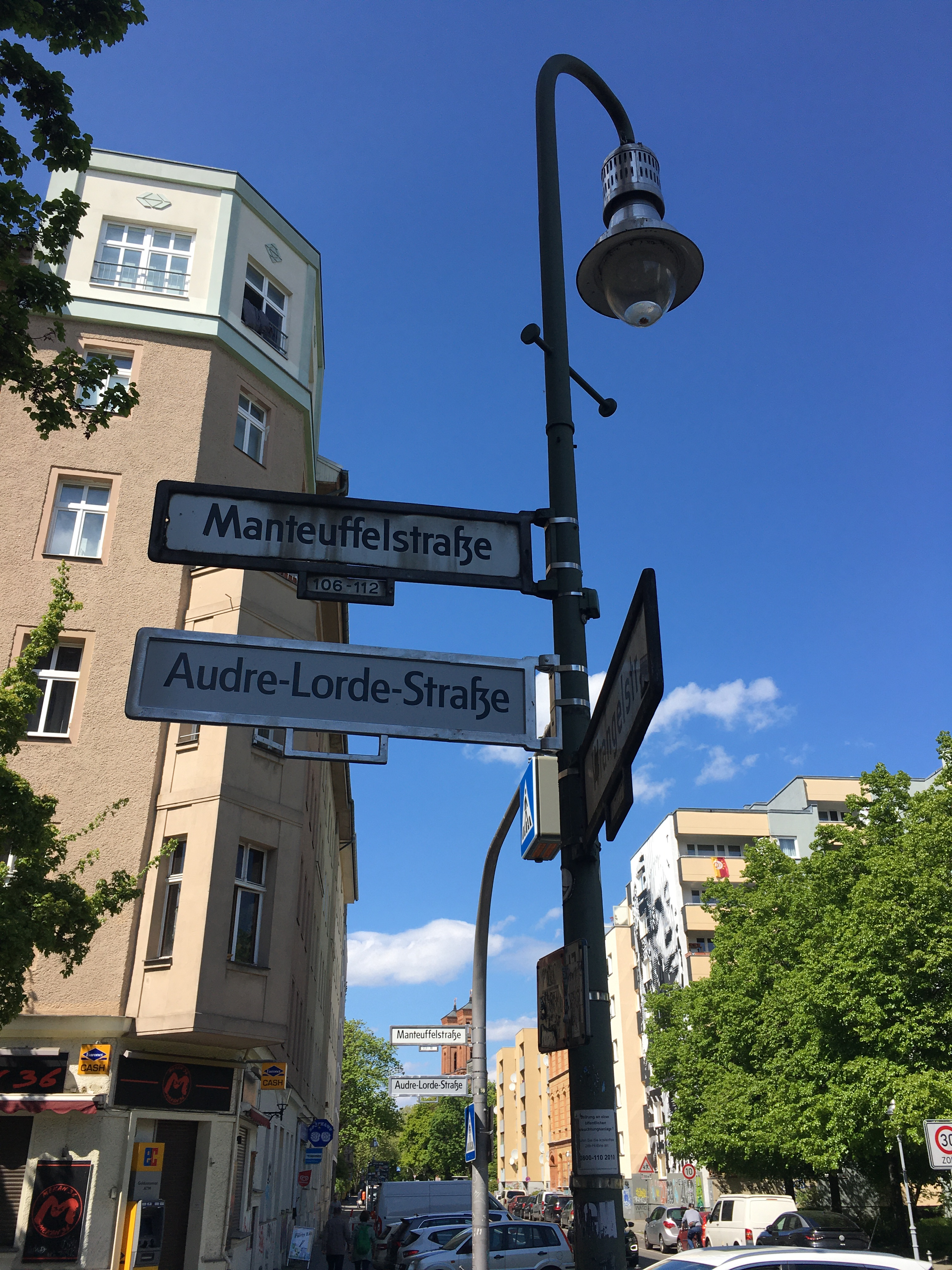
Audre-Lorde-Straße an der Kreuzung mit der Wrangelstraße, 2024

Audre Lorde wurde in die Anthologie Daughters of Africa aufgenommen, die 1992 von Margaret Busby in London und New York herausgegeben wurde.
Der von Dagmar Schultz produzierte Dokumentarfilm Audre Lorde – The Berlin Years 1984 to 1992 (2012) bietet einen Einblick in die Zeit ihres Aufenthaltes in Berlin und ihren Einfluss auf die Gründung der Initiative „Adefra – Schwarze Frauen in Deutschland“. Er wurde auf zahlreichen Festivals gezeigt.
2016 entstand die „Audre Lorde City Tour“ im Rahmen eines Webauftritts, in der die politische und persönliche Welt Lordes in Berlin gezeigt werden.
In Berlin-Kreuzberg, wo Lorde wohnte, wurde 2023/2024 der nördliche Teil der Manteuffelstraße in Audre-Lorde-Straße umbenannt, Am 28. Juni 2024 wurden bei einem Festakt die sichtbaren Straßenschilder angebracht, nachdem bereits am 27. Oktober 2023 die verwaltungsrechtliche Umbenennung wirksam geworden war und keine gerichtlichen Einsprüche erhoben wurden. Gleichzeitig kam es zu einer Umnummerierung der Grundstücke, weil nur ein Teil der Manteuffelstraße umbenannt wurde, was zu einem Adress-Chaos führte.
2021 wurde sie zu ihrem 87. Geburtstag von der Suchmaschine Google mit einem interaktiven Doodle geehrt.
2022 wurde ein Einschlagkrater auf dem Planeten Merkur nach ihr benannt: Merkurkrater Lorde.

## Preise und Auszeichnungen
Das Werk von Lorde wurde vielfach gewürdigt:
- 1968: Nationalstiftung für Kunststipendien
- 1972: Stipendien für kreative Künstler
- 1974: Nationaler Buchpreis für Poesie, Nominierung für From a Land Where Other People Live
- 1975: Broadside Poets Award, Detroit
- 1975: Frau des Jahres, Staten Island Community College
- 1976: Stipendien für kreative Künstler
- 1981: Nationalstiftung für Kunststipendien
- 1981: Gay Caucus Book of the Year Award der American Library Association für The Cancer Journals
- 1987: Preis des Präsidenten der Gemeinde Manhattan für literarische Exzellenz
- 1991: Walt Whitman Citation of Merit, Dichterpreisträgerin von New York
- 1992: Bill Whitehead Award für das Lebenswerk
- 1993: Lambda Literary Award für Undersong
- 1994: Lambda Literary Award postum für The Marvelous Arithmetics of Distance

## Zitate
“Your silence will not protect you.”

„Dein Schweigen wird dich nicht schützen.“

“Wherever the bird with no feet flew, she found trees with no limbs.”

„Wohin der Vogel ohne Füße auch flog, sie fand nur Bäume ohne Äste.“

“Art is not living. It is the use of living.”

„Kunst ist kein Leben. Es ist die Verwendung des Lebens.“

## Schriften
Deutsche Ausgaben
- Dagmar Schultz (Hrsg.): Audre Lorde / Adrienne Rich: Macht und Sinnlichkeit. Ausgewählte Texte. Aus dem Englischen von Renate Stendhal. Orlanda-Frauenverlag, Berlin 1983. Erweiterte Auflage: 1991; Inhaltsverzeichnis d-nb.info
- Auf Leben und Tod: Krebstagebuch. Aus dem Englischen von Renate Stendhal. Mit einem Beitrag von Waltraut Ruf.|sub rosa Frauenverlag, Berlin 1984. Erweiterte Neuauflage 1994, Orlanda-Frauenverlag, Berlin 2000. Fischer-Taschenbuch-Verlag, Frankfurt am Main, aus dem US-amerikanischen Englisch von Renate Stendhal und Margarete Längsfeld.
- Gefährtinnen, ich grüße euch. Beitrag in: Katharina Oguntoye, May Opitz [Ayim], Dagmar Schultz (Hrsg.): Farbe bekennen: Afro-deutsche Frauen auf den Spuren ihrer Geschichte. Orlanda-Frauenverlag, Berlin 1986 (2006 / 2020, ISBN 978-3-944666-20-4). Fischer-Taschenbuch-Verlag, Frankfurt am Main 1992.
- Zami. Eine Mythobiographie. Aus dem Englischen von Karen Nölle[-Fischer]. Orlanda-Frauenverlag, Berlin 1986 (1988). Unter dem Titel Zami: Ein Leben unter Frauen. Fischer-Taschenbuch-Verlag, Frankfurt am Main 1993 (1994). Zami: Eine neue Schreibweise meines Namens. Eine Mythobiografie. Unrast Verlag, Münster 2012. Carl Hanser Verlag, München 2022, ISBN 978-3-446-27406-8.
- Lichtflut: Neue Texte. Aus dem Englischen von Margarete Längsfeld. Orlanda-Frauenbuchverlag, Berlin 1988.
- Marion Kraft (Hrsg.): Die Quelle unserer Macht. Gedichte. Aus dem amerikanischen Englisch übertragen von Marion Kraft und Sigrid Markmann. Orlanda-Frauenverlag, Berlin 1994. Unrast Verlag, Münster 2020; Inhaltsverzeichnis. d-nb.info
- AnouchK Ibacka Valiente (Hrsg.): Vertrauen, Kraft & Widerstand: Kurze Texte und Reden von Audre Lorde. Aus dem Englischen übersetzt von Pasquale Virginie Rotter mit Unterstützung von Janine Rygalski. w_orten & meer, Berlin 2015, ISBN 978-3-945644-03-4, Inhaltsverzeichnis
- Sister Outsider. Essays. Übersetzung Eva Bonné, Marion Kraft. Nachwort Nikita Dhawan, Marion Kraft. Hanser, Berlin 2021, ISBN 978-3-446-26971-2, Inhaltsverzeichnis
- Ein strahlendes Licht: Schriften, Reden und Gespräche. Aus dem amerikanischen Englisch von Eva Bonné, Marion Kraft, Mirjam Nuenning und Pasquale Virginie Rotter. Mit einem Vorwort von Alexis Pauline Gumbs und einem Nachwort von Cheryl Clarke. AKI-Verlag, Zürich 2021, ISBN 978-3-311-35001-9.

Englische Ausgaben
- The First Cities (1968)
- Cables to Rage (1970)
- From a Land Where Other People Live (1973)
- New York Head Shop and Museum (1974)
- Coal (1976)
- Between Our Selves (1976)
- The Black Unicorn (1978)
- The Cancer Journals (1980)
- Chosen Poems: Old and New (1982)
- Zami: A New Spelling of My Name (1983)
- Sister Outsider: Essays and Speeches (1984)
- Our Dead Behind Us (1986)
- A Burst of Light (1988)
- The Marvelous Arithmetics of Distance (1993)

## Dokumentarfilme über Audre Lorde
- A Litany for Survival: The Life and Work of Audre Lorde, Regie: Michelle Parkerson, USA 1995
- The Edge of Each Other’s Battles: The Vision of Audre Lorde, Regie: Jennifer Abod, USA 2002
- Audre Lorde – Die Berliner Jahre 1984–1992, Regie: Dagmar Schultz, Deutschland 2012